# Karl X Gustavs första danska krig
Karl X Gustavs första danska krig (1657–1658) var ett krig mellan Sverige och Danmark med Holstein som allierad på svensk sida. När kriget bröt ut 1657 var Sverige redan inblandat i ett krig i Polen samt ett krig mot Ryssland. Sverige var därför mycket svagt vilket föranledde att Danmark anföll Sverige. Kriget slutade med svensk seger efter det avgörande tåget över bält vilket resulterade i den för Sverige mycket förmånliga freden i Roskilde.

## Bakgrund
Vid tiden för krigsutbrottet var den svenske kungen Karl X Gustav upptagen med kriget i Polen vilket inte hade utvecklat sig bra för svenskarna. Dessutom hade Ryssland förklarat krig med Sverige 1656. Nederländerna, Tysk-romerska riket och Spanien uppmuntrade den danske kungen Fredrik III att angripa Sverige. Den danska befolkningen var i stor utsträckning emot ett krig mot Sverige men kung Fredrik hoppades att med ett framgångsrikt krig stärka sin makt i förhållande till det danska rådet. Det danska riksrådet gav först i april 1656 sitt samtycke till krig, och samtycket var inte enhälligt. I maj bröt Danmark de diplomatiska förbindelserna med Sverige. Fredrik planerade att ta Bremen och Halland från Sverige, samt att avskaffa den svenska tullfriheten i Öresund.
Den danska armén var vid denna tid svag och dåligt övad och rustad. Man påbörjade värvningar och hade 1657 lyckats mobilisera en stor här. Den danska flottan var betydligt starkare och man rustade 40 fartyg. De danska krigsförberedelserna noterades av svenska spioner och för att möta hotet ökade man utskrivningen av knektar.
Den danska krigsförklaringen kom inte heller oväntat, redan under sommaren 1656 hade Karl X Gustav hört sig för med sina riksråd, om det inte fanns skäl att förekomma Danmark genom att förklara dem krig innan de hann förklara krig mot Sverige. Han återkom med samma fråga hösten 1656 och våren 1657. 17 mars 1657 rapporterade Carl Gustaf Wrangel att det pågick värvningar i Danmark, och bad att han skulle skicka ut sin flotta, för att tvinga Danmark att avsätta trupper för att skydda sina öar. Han begärde även förstärkningar för att kunna möta ett danskt anfall mot Bremen. Kungen svarade honom 10 april och förklarade då att det ännu var viktigt med försiktighet. Carl Gustaf Wrangel upprepade dock sina farhågor. Hertigdömet Holstein var redan blockerat av Danmark, och Anders Bille hade i februari 1657 fått order att med 3 000 man marschera in i Holstein och förläggas norr om Rendsburg. Styrkan förstärktes i mars 1657 till 6 000 man. Fredrik III av Holstein-Gottorp skickade en begäran till Sverige om att kasta ut de danska trupperna. Sverige avvaktade dock. Först 8-10 maj, medan Karl X Gustav befann sig i närheten av Brest, kom bekräftelse på att kriget var nära förestående. Man fick bekräftelse på att riksdagen i Odense 23 februari beslutat om krig mot Sverige och att medel beviljats. Svenske ministern i Köpenhamn hade även mottagit en förteckning på olika oförrätter som begåtts mot Danmark med begäran om upprättelse. Därmed började han förbereda att kunna lägga om sina operationer i Polen för att föras över till Danmark i stället. I Göteborgstrakten hade en holländsk flotta från våren 1657 hindrat de i trakterna värvade soldaternas utskeppning till Polen. Det hade lett till att man nu i stället höll dem förberedda inför ett anfall från Danmark.

## Kriget
Den 5 juni 1657 nådde den danska krigsförklaringen Halmstad och riksdrotsen Per Brahe den yngre samlade omedelbart allt krigsfolk i södra Sverige i Markaryd. Den danske befälhavaren i Skåne, Christian Ulrik Gyldenlöwe, utnyttjade inte tiden till att gå till snabbt angrepp. Istället inträffade den första krigshandlingen i kriget söder om Danmark. Den 16 juni gick 9 000 danskar under ledning av den åldrige Anders Bille in i svenska Bremen och ockuperade området. Under tiden hade Brahe lyckats samla 3 700 man i Markaryd och med dessa bröt han in i Skåne där han den 18 juni vann ett slag vid Ängelholm. Därefter återvände Brahe med sina styrkor till den svenska sidan medan danskarna retirerade till Helsingborg.
Danskarna räknade med att kung Karl X Gustav skulle ta sig hem sjövägen med sin armé från Polen. De lade därför större delen av sin flotta vid Bornholm för att genskjuta den svenska kungen. Kung Karl bestämde sig istället för att följa samma plan Lennart Torstenson använt i kriget 1643 och anföll Danmark söderifrån. På mycket kort tid marscherade han från Polen till Svenska Pommern med sin armé på 6 000 man. Detta var ingen stor styrka men den bestod till största delen av rutinerade soldater. I Pommern anslöt ytterligare trupper till armén och den marscherade sedan vidare till Hamburg. Där sände kungen in en styrka om 1 800 man under Karl Gustav Wrangel i Bremen. Trots sin numerära underlägsenhet lyckades den svenska styrkan på kort tid lägga under sig de största delarna av landet. Den danska armén led stora förluster och många danska knektar gick istället i tjänst på svensk sida.
Den 10 augusti stormade och erövrade svenskarna det danska fästet Itzehoe i Holstein efter fyra dagars belägring och danskarna retirerade till fästet Fredriksodde på Jylland. Fästningen var mycket stark och hade med de trupper som flytt från Bremen en besättning på 8 700 man, mer än hela Karl X Gustavs armé i Danmark. Även om svenskarna kontrollerade Jylland och landvägen till fästningen hade danskarna kontrollen över sjövägen. 
Den svenska flottan bestod av 44 fartyg av varierande kvalitet och svenska flottans insats under kriget var högst blygsam. Vid Møn missade den samlade svenska flottan möjligheten att slå halva den danska, men sjöslage avlöpte utan att någondera sidan förlorade något fartyg. Den danska flottan fortsatte att kontrollera haven kring Danmark.
I Halland slöt allmogen upp på dansk sida och danska styrkor inledde i augusti en belägring av Laholm. Den 30 augusti fick Per Brahe förstärkningar och hans styrkor uppgick till 8 000 man. Med dessa gick han till offensiv i Halland och den 31 augusti möttes de svenska och danska styrkorna vid Genevadsbro norr om Laholm. Dagen slutade med en svensk seger och danskarna drog sig tillbaka.
Ett antal krigshändelser ägde samtidigt rum utefter norska gränsen i vad som kom att kallas för Krabbefejden. Befälhavaren över trupperna i södra Norge, generalmajor Iver Krabbe, anföll in i Sverige under sommaren för att binda svenska trupper, och eventuellt innesluta Göteborg. Den mest omfattande stridshandlingen i området var slaget vid Hjärtum, som ägde rum den 27 september 1657.
I oktober vågade sig de svenska styrkorna på en stormning av Frederiksodde som intogs med små svenska förluster, och de danska trupper som inte stupade togs tillfånga. Efter erövringen var Jylland under svensk kontroll. Den danska huvudön Själland skyddades dock av havet och den danska flottan. Samtidigt fanns en oro över att kriget kunde ta en sämre vändning för Sverige om det inte avgjordes snabbt. Sverige var redan i konflikt med både Ryssland och Polen, och även Brandenburg hotade. 
Vintern blev bister med låga temperaturer. I januari genomförde den svenska armén överraskande marscher över de tillfrusna danska Bälten. Då den svenska huvudarmén hotade Köpenhamn tvingades Danmark att sluta freden i Roskilde som medförde omfattande landavträdelser till Sverige.

## Freden
Freden i Roskilde innebar att Sverige fick Skåne, Blekinge, Halland (för gott, i freden i Brömsebro 1645 hade Sverige fått Halland på 30 år), Bohuslän, Bornholm, Trondheims län. 
Kriget följdes kort efter freden av Karl X Gustavs andra danska krig.

## Slag och viktiga operationer
- Slaget vid Sibbarp
- Slaget vid Ängelholm
- Slaget vid Genevadsbro
- Slaget vid Hjärtum
- Slaget vid Kattarp
- Slaget vid Tybrind Vig
- Sjöslaget vid Mön
- Stormningen av Frederiksodde
- Tåget över Bält